# Marta Baron-Milian
Marta Baron-Milian (ur. 1985) – polska literaturoznawczyni, kulturoznawczyni i eseistka.
Absolwentka Międzywydziałowych Indywidualnych Studiów Humanistycznych Uniwersytetu Śląskiego oraz Międzyuczelnianego Programu Interdyscyplinarnych Studiów Doktoranckich Akademii Artes Liberales. Doktor w Instytucie Literaturoznawstwa UŚ. Laureatka Nagrody Literackiej Gdynia 2024 w kategorii esej za książkę Neofuturzy i futuryści, Kryptohistorie polskiej awangardy (Fundacja na rzecz Nauki Polskiej, Wydawnictwo Naukowe Uniwersytetu Mikołaja Kopernika w Toruniu).